# Kuchlug
Kuchlug,  var en mongolisk furste, son till Tanyang som motsatte sig Temüdjin, den unge Djingis khan och dennes ambitioner. Under befäl av Jamukha kom han även i konflikt med sin far och flydde efter Temüdjins slutgiltiga seger 1206, där Tanyang stupade, till Kara-Khitan, där han skapade sig en maktbas och blev det khitanska rikets siste härskare. Kuchlug jagades av Djingis Khans Noyan (general) Jebe och spårades slutligen upp av mongoliska prisjägare 1218. Han avrättades och hans huvud förevisades runt om i området, som nu gick upp i det mongoliska riket.